# Adrian Gantenbein
Adrian Tobias Gantenbein (* 18. April 2001 in Winterthur) ist ein Schweizer Fussballspieler. Der Rechtsverteidiger steht beim FC Schalke 04 unter Vertrag und ist ehemaliger Juniorennationalspieler.

## Karriere

### Verein
In seiner Jugend durchlief Gantenbein die Nachwuchsabteilung des FC Winterthur. 2019 rückte er aus der U19 in die zweite Mannschaft des Vereins auf, die in der viertklassigen 1. Liga antrat. Gegen Ende der Saison kam der rechte Aussenverteidiger ab Juli 2020 auch bei der Profimannschaft in der Challenge League zum Einsatz. Im August 2020 stattete ihn der Verein mit einem Profivertrag aus, woraufhin er fest ins Kader der ersten Mannschaft aufrückte. 2022 stieg er mit dem Verein in die Super League auf. Nach dem erreichten Klassenerhalt dort verlängerte Gantenbein im Sommer 2023 seinen auslaufenden Vertrag um zwei Jahre bis 2025 und bestritt anschließend eine weitere Saison als Stammspieler in Winterthur, welche die Mannschaft auf dem sechsten Tabellenplatz abschließen konnte.
Im Sommer 2024 verpflichtete ihn der deutsche Zweitligist FC Schalke 04, bei dem Gantenbein einen Vierjahresvertrag bis 2028 unterschrieb.

### Nationalmannschaft
Im Mai 2021 wurde Gantenbein erstmals in die Schweizer U21-Nationalmannschaft berufen und debütierte bei einem Freundschaftsspiel gegen Irland. Bis zum Jahresende bestritt er noch fünf weitere Spiele in der Qualifikation für die U21-Europameisterschaft, wurde anschließend jedoch nicht mehr nominiert.

## Titel
- Schweizer Zweitligameister und Aufstieg in die Super League: 2022